# Body (Lied)
Body ist ein Lied der US-amerikanischen Rapperin Dreezy und des Sängers Jeremih. Der Song wurde am 23. Januar 2016 als Download veröffentlicht und wurde von Blood Pop produziert. Der Song ist ebenfalls die erste Single aus ihrem ersten Album No Hard Feelings.
Der Song ist ein Rapsong mit Hip-Hop Anteilen. Dreezy rappt einen Teil des Songs während Jeremih den Refrain singt und auch eine Strophe.

## Kritik
Der Song bekam übermäßig positive Kritik. Jasmina Cuevas von der Music Times schreibt, dass der Mix auf Hip-Hop und Rap gut sei und für das Radio gut geeignet wäre. Zudem meint sie auch, dass wenn Dreezy so weitermacht, dass man noch mehr solcher Stücke hören kann.

## Musikvideo
Das Musikvideo für den Song wurde zum ersten Mal bei MTV am 13. Mai 2016 gezeigt. Später wurde das Video auf Vevo veröffentlicht. Das Video wurde von Erik White gedreht und zeigt Dreezy mit anderen bei einer Hausparty. Am 6. Juni 2016 wurde ein Video vom Videodreh auf Vevo hochgeladen.

## Veröffentlichung
Download
1. Body (Explicit) – 3:52
2. Body (Clean) – 3:40

## Kommerzieller Erfolg

### Chartplatzierungen
| ChartsChartplatzierungen       | Höchstplatzierung | Wochen |
| ------------------------------ | ----------------- | ------ |
| Vereinigte Staaten (Billboard) | 62 (18 Wo.)       | 18     |

### Auszeichnungen für Musikverkäufe
| Land/Region               | Auszeichnungen für Musikverkäufe (Land/Region, Auszeichnung, Verkäufe) | Verkäufe  |
| ------------------------- | ---------------------------------------------------------------------- | --------- |
| Vereinigte Staaten (RIAA) | Platin                                                                 | 1.000.000 |
| Insgesamt                 | 1× Platin ·                                                            | 1.000.000 |